# Форсаж 10
«Форса́ж 10» (англ. Fast X, иногда употребляется Форсаж X) — американский боевик режиссера Луи Летерье по сценарию Джастина Лина, Зака Дина и Дэна Мазо, продолжение фильма «Форсаж 9» (2021), десятая и предпоследняя основная часть и одиннадцатый полнометражный фильм франшизы «Форсаж». Главные роли сыграли Вин Дизель, Мишель Родригес, Тайриз Гибсон, Крис «Лудакрис» Бриджес, Джон Сина, Натали Эммануэль, Джордана Брюстер, Сон Кан, Скотт Иствуд, Даниэла Мелшиор, Алан Ритчсон, Хелен Миррен, Бри Ларсон, Рита Морено, Джейсон Стейтем, Джейсон Момоа и Шарлиз Терон.
Картина вышла в прокат 19 мая 2023 года. С бюджетом в 340 миллионов долларов она заняла пятое место в списке самых дорогих фильмов. Рецензенты высоко оценили игру актёров (особенно Момоа), но раскритиковали сценарий. «Форсаж 10» собрал в мировом прокате 714 миллионов долларов, став пятым по прибыли фильмом 2023 года. Тем не менее этот результат стал разочаровывающим.
В разработке находятся спин-офф «Форсаж: Хоббс и Рейес» и продолжение «Форсаж 11», которое должно выйти на экраны в 2026 году.

## Сюжет
Агентство просит Доминика Торетто и его команду украсть компьютерный чип во время его перевозки в Риме. Доминик и его жена Летти Ортис остаются с сыном («Малышом Би»), а остальные отправляются в Рим. Вечером того же дня раненая Сайфер приходит в дом Доминика и рассказывает, что Данте Рейес, сын наркобарона Эрнана Рейеса, решил отомстить Доминику за смерть отца и потерю состояния. Доминик и Летти узнают, что в Риме нет миссии Агентства, и, поняв, что Данте их подставил, отправляются спасать друзей.
В Риме Данте запирает команду в грузовике с бомбой, Доминик и Летти преследуют эту машину. Когда бомба оказывается на городских улицах, Доминик сталкивает её в Тибр, чтобы минимизировать ущерб. Летти арестовывают. Агент Эймс, фактический лидер Агентства с момента исчезновения мистера Никто, уверен, что Доминик и его команда несут ответственность за взрыв, и начинает розыск, назначив многомиллионную награду. В Лос-Анджелесе вооружённые люди пытаются забрать Малыша Би, но брат Доминика Джейкоб их побеждает и забирает племянника в секретное место в Португалии. Дочь Мистера Никто Тесс, убеждённая в невиновности команды, с помощью «Глаза Бога» выясняет, что Данте находится в Рио-де-Жанейро, и рассказывает об этом Доминику.
Доминик находит Данте Рейеса и соглашается участвовать в гонке. К нему присоединяются его друг Диего и Изабель Нивес, сестра его бывшей возлюбленной Елены. Во время гонки Данте говорит Доминику, что заложил в машины Диего и Изабель бомбы. Тот врезается в Изабель, чтобы выбить бомбу, но машина Диего взрывается. Гонку выигрывает Рейес. Тем временем Тесс навещает Летти на секретной базе Агентства и тайно ранит её, чтобы отправить в тюремный лечебный центр, где она встречает Сайфер. Героини соглашаются работать вместе, чтобы сбежать, но узнают, что секретная база находится в Антарктиде. В Лондоне остальные друзья Доминика обнаруживают, что их банковские счета опустошены, и поэтому используют деньги, спрятанные Романом Пирсом. Они приходят к Боуи, партнёру Рамзи, чтобы купить оружие, снаряжение и транспорт, но тот сообщает о них в полицию, чтобы получить награду. Поэтому команда обращается за помощью к Декарду Шоу. 
Эймс выслеживает и арестовывает Доминика, но его команда попадает в засаду Данте. Эймс объединяется с Домиником, на помощь прибывает Тесс, но Данте заявляет, что похитил Изабель. Рейес серьёзно ранит Тесс, крадёт «Глаз Бога» и узнаёт, что Малыш Би находится в Португалии. Доминик спасает Изабель. Та обещает ему доставить Тесс в больницу, а Эймс соглашается помочь Доминику против Рейеса. Команда Доминика отправляется в Португалию. Данте успевает похитить ребёнка. Джейкоб жертвует собой, уничтожив всех наёмников и предоставив Доминику возможность забрать сына. Однако Данте запирает машину Торетто на плотине между двумя грузовиками с дистанционным управлением и готовится раздавить её. В это время Эймс, оказавшийся двойным агентом, работающим на Данте, сбивает самолёт с командой Доминика. Доминик спускается по склону, Рейес взрывает дамбу. В Антарктике Летти и Сайфер сбегают с секретной базы и идут к побережью, где всплывает подводная лодка под управлением считавшейся погибшей Жизель Яшар, члена команды Доминика.
В середине титров Люк Хоббс и его агенты штурмуют захудалый театр. Хоббс находит в здании телефон и принимает звонок от Данте: тот обещает, что придёт за ним, но Хоббс отвечает: «А я не прячусь, чёртов ублюдок».

## В ролях
| Актёр                   | Роль                         |
| ----------------------- | ---------------------------- |
| Вин Дизель              | Доминик Торетто              |
| Мишель Родригес         | Летти Ортис                  |
| Джейсон Момоа           | Данте Рейес                  |
| Джордана Брюстер        | Миа Торетто                  |
| Джон Сина               | Джейкоб Торетто              |
| Джейсон Стейтем         | Деккард Шоу                  |
| Шарлиз Терон            | Сайфер                       |
| Тайриз Гибсон           | Роман Пирс                   |
| Крис "Лудакрис" Бриджес | Тедж Паркер                  |
| Натали Эммануэль        | Рамзи                        |
| Сон Кан                 | Хан Лю                       |
| Скотт Иствуд            | Эрик Рейснер / Никто младший |
| Даниэла Мелшиор         | Изабель Нивес                |

| Актёр                     | Роль                                     |
| ------------------------- | ---------------------------------------- |
| Бри Ларсон                | Тесс                                     |
| Алан Ритчсон              | Эймс                                     |
| Хелен Миррен              | Магдалина Шоу                            |
| Рита Морено               | Абуэла                                   |
| Жоаким ди Алмейда         | Эрнан Рейес                              |
| Лео Абело Перри           | Брайан Торетто                           |
| Майкл Ирби                | Зизи                                     |
| Галь Гадот                | Жизель Яшар (камео)                      |
| Дуэйн Джонсон             | Люк Хоббс (камео)                        |
| Пол Уокер                 | Брайан О’Коннер (камео) (архивные кадры) |
| Мидоу Уокер               | бортпроводник (камео)                    |
| Людмила Оливейра да Силва | девушка на гонках (камео)                |
| Дебби Райан и Джош Дан    | пара в аэропорту (камео)                 |

## Создание и релиз
В ноябре 2014 года председатель Universal Pictures Донна Лэнгли рассказала, что после «Форсажа 7» выйдут ещё как минимум три части франшизы. В апреле 2017 года продюсер Нил Мориц заявил, что десятый фильм станет последним во франшизе и что сценарий напишет Крис Морган. В октябре 2017 года Джастин Лин вступил в переговоры о режиссуре девятой и десятой частей после того, как снял четыре предыдущих фильма во франшизе. К апрелю 2022 года Лин и Дэн Мазо подготовили черновик сценария. В июне 2021 года Дизель объявил, что фильм будет разделён на две части, а снимать их будут с января 2022 года, параллельно с одиннадцатым фильмом.
В июне 2021 года Дизель сообщил, что в «Форсаже 10» Карди Би вернётся к роли Лейсы. В декабре 2021 года Дуэйн Джонсон исключил возможность возвращения в «Форсаж 10», а пост Дизеля в Instagram с просьбой о его возвращении назвал «манипуляцией». В начале 2022 года Джейсон Момоа был приглашён на роль злодея, а Даниэла Мелшиор, Бри Ларсон, и Алан Ритчсон также присоединились к актёрскому составу. В мае 2023 года стало известно, что в фильме снялась дочь актёра Пола Уокера — Мидоу Рэйн Уокер Торнтон-Аллан.
Съёмки начались 20 апреля 2022 года, когда было раскрыто название фильма, а Мишель Родригес, Тайриз Гибсон, Крис «Лудакрис» Бриджес, Джордана Брюстер, Натали Эммануэль, Сон Кан и Шарлиз Терон подтвердили, что вернутся к своим ролям. По словам Дизеля, в раннем проекте персонаж Брюстер был исключён, но он отменил это решение. На следующий день было подтверждено, что Майкл Рукер повторит свою роль Бадди из девятой части. Производственный бюджет фильма составил 300 миллионов долларов, при этом более 100 миллионов долларов пошли на зарплаты актёров.
Через неделю после начала съёмок Лин покинул пост режиссёра из-за «творческих разногласий», и основное производство фильма было остановлено. Лин остался в проекте в качестве продюсера и соавтора сценария. Позже сообщалось, что он конфликтовал на съёмочной площадке с Дизелем, который потерял форму, часто опаздывал и забывал свои реплики. Лин к тому же был расстроен переписыванием своего сценария, изменением места съёмок и тем, что один из злодеев фильма всё ещё не был выбран; разногласия с Дизелем, по некоторым данным, обострились до такой степени, что Лин однажды заявил: «Этот фильм не стоит моего психического здоровья». 
Вторая группа продолжала съёмки в Великобритании, в то время как студия искала замену режиссёру. Universal Pictures тратила около 1 миллиона долларов в день, чтобы приостановить производство. Феликс Грей и Дэвид Литч, снявшие «Форсаж 8» и «Форсаж: Хоббс и Шоу» соответственно, рассматривались студией как замена Лина, но они были заняты на съёмках фильмов Lif и Fall Guy соответственно. Режиссёр «Форсажа 7» Джеймс Ван тоже считался приемлемым вариантом, но был занят на съёмках фильма «Аквамен и потерянное царство». Variety сообщил, что наём режиссёра «A-list» был маловероятным без радикальных изменений в сценарии и что Universal, скорее всего, обратится к режиссёру второй группы, который «хорошо разбирается» в крупнобюджетных боевиках. 2 мая 2022 года режиссёром был назначен Луи Летерье, имевший налаженные отношения со студией благодаря съёмкам «Невероятного Халка» (2008).
Как и в предыдущих фильмах, Дизель контролировал сценарий и дизайн боевых сцен; неназванные источники The Hollywood Reporter в связи с этим назвали Дизеля перфекционистом, готовым вносить изменения в последнюю минуту, из-за чего работа над фильмом выглядела как «мозаика, которая не перестаёт двигаться». 
Выход фильма в прокат был запланирован на 7 апреля 2023 года, но позже его перенесли на 19 мая. В феврале 2023 года в сети появился первый трейлер фильма, второй вышел в апреле.

## Оценки
С бюджетом в 340 миллионов долларов «Форсаж 10» занял пятое место в списке самых дорогих фильмов. Он собрал в мировом прокате 714 миллионов долларов и стал, таким образом, пятым по прибыли фильмом 2023 года. Однако, учитывая затраты, этот результат был признан разочаровывающим.
На сайте-агрегаторе рецензий Rotten Tomatoes «Форсаж 10» получил рейтинг 56 % со средней оценкой 5,7/10. Рецензенты с этого ресурса написали: «Как бы безнадёжно глупо это не выглядело, всё же юбилейный фильм должен завести двигатели давних фанатов, оставив при этом многих новичков в нейтральном положении». Сайт Metacritic присвоил фильму 56 баллов из 100, что означает «смешанные или средние» отзывы. Аудитория, опрошенная CinemaScore, поставила «Форсажу 10» среднюю оценку «B+» по шкале от A+ до F — такую же, как прошлой части и оригиналу, но ниже других частей. По данным PostTrak, 82 % зрительских оценок были положительными, при этом 67 % заявили, что определённо рекомендуют фильм к просмотру.
Фил Оуэн из GameSpot в своей рецензии назвал минусами картины «размытый фон и странные кадры крупным планом», а монтаж счёл «рваным и безумным». По его мнению, «Форсаж 10» воспроизводит сюжетные линии предыдущих частей франшизы, а Дизель здесь играет на уровне самопародии. Эрик Айзенберг из CinemaBlend высоко оценил работу Момоа: тот, по его словам, «играет Данте, словно Джокера, но во вселенной „Форсажа“», создавая «восхитительное» изображение «радостного психопата». Лиам Кроули из Comicbook поддержал эту точку зрения, Джозеф Декельмайер из Screen Rant написал в своей рецензии о магии и харизматичности Момоа. Брайан Труитт из USA Today также похвалил игру этого актёра, но раскритиковал сценарий за пренебрежение законами логики и физики. Ричард Роупер из Chicago Sun-Times оценил «Форсаж 10» на две звезды из четырёх и более критично отозвался об игре Момоа: по его словам, тот «производит впечатление скорее прихорашивающегося, артистичного клоуна-социопата, чем по-настоящему грозного злодея». Кларисса Лоури из The Independent сочла сюжет слишком искусственным и назвала фильм «мыльной оперой библейского масштаба, [которая] счастливо переписывает законы гравитации и физиологии, чтобы вызвать улыбку на лицах зрителей».

## Продолжение
По словам Вина Дизеля, «Форсаж 10» в случае кассового успеха мог получить два продолжения. Поскольку финансовые результаты были скромными, решено было снять только один фильм, «Форсаж 11». В мае 2024 года Летерье объявил, что фильм был перенесён на 2026 год.
В июне 2023 года появились данные о спин-оффе под названием «Форсаж: Хоббс и Рейес» с Дуэйном Джонсоном и Джейсоном Момоа в главных ролях.